# تطور التعقيد الحيوي
تطور التعقيد الحيوي هو نتيجة مهمة لعملية التطور يرى أنصار نظرية التطور أن التطور أدى لإنتاج كائنات حية معقدة جداً - مع أنَّه يصعب تحديد أو قياس مستوى التعقد بدقة في علم الأحياء، ولتقدير تعقيد الكائن الحي تستعمل خواص مثل محتوى الجين، عدد أنواع الخلايا والمورفولوجيا. ملاحظة أنَّ الكائنات الحية المعقدة يمكن أن تنتج عن كائنات أبسط أدت إلى الفهم الخاطيء للتطور بأنه تقدمي وله اتجاه يؤدي إلى ما ينظر إليه على أنه «كائنات أسمى».
لطالما اعتقد العديد من علماء الأحياء بأنّ التطور كان تصاعديًا (استقامة التطور) وموجهًا نحو ما يُسَمّى «كائناتٍ عليا»، على الرغم من عدم وجود أدلة تدعم وجهة النظر هذه. وتعتبر هذه الفكرة الآن مضللة لأنّ الانتقاء الطبيعي ليس له أي اتجاهٍ غريزيٍّ، وأنّ انتقاء الكائنات الحية يكون إمّا لزيادة أو نقصان التعقيد استجابةً للظروف البيئية المحلية. وعلى الرغم من وجود زيادة في الحد الأقصى لمستوى التعقيد على مدار تاريخ الحياة، إلّا أنّ الغالبية العظمى دائمًا ما كانت للكائنات الصغيرة والبسيطة، ويبدو أنّ أكثر مستويات التعقيد شيوعًا بقيت ثابتةً نسبيًا.

## انتقاء البساطة والتعقيد
تحصل الكائنات الحية التي تمتلك معدل تكاثر أعلى من منافسيها على ميزة تطورية، وبذلك يمكن أن تتطور الكائنات الحية لتصبح أكثر بساطة، وبالتالي تتكاثر بشكل أسرع وتنتج ذرية أكثر، لأنها تتطلب مواردًا أقل للتكاثر. ومن الأمثلة الجيدة على ذلك: طفيليات المتصورات -الطفيلي المسبب للملاريا- وجراثيم المفطورات؛ فغالبًا ما تستغني هذه الكائنات عن السمات التي تصبح غير ضرورية عند التطفل على مضيف.
يمكن للنسل أيضًا الاستغناء عن التعقيد عندما لا تُقَدِّم ميزة معقدة معينة ما أي فائدة انتقائية في بيئة معينة. ليس بالضرورة أن يمنح فقدان هذه الصفة ميزة انتقائية، ولكن قد يكون فقدانها ناتجًا عن تراكم الطفرات إذا كانت خسارتها لا تسبب عيبًا انتقائيًا فوريًا، فعلى سبيل المثال: قد يستغني الطفيلي عن المسار التصنيعي لمستقلب ما، عندما يتمكن من الحصول على هذا المستقلب بسهولة من مضيفه، وهذا لا يساعد الطفيلي بالضرورة في الحفاظ على الطاقة أو ادخار موارد كبيرة أو النمو بشكل أسرع، ولكن قد يتثبَّت هذا الفقدان في أفراد النوع بسبب تراكم الطفرات، وذلك إن لم يحدث أي عيب بسبب فقد هذا المسار. وبشكل عام، تحدث الطفرات التي تسبب فقدان سمة معقدة ما أكثر من الطفرات التي تسبب اكتسابها.
يمكن للتطور –بواسطة الانتقاء- إنتاج كائناتٍ أكثر تعقيدًا أيضًا، وغالبًا ما ينشأ التعقيد بسبب التطور المشترك للمضيفات والعوامل الممرضة، فعلى سبيل المثال: العلاقة بين الجهاز المناعي وتطوير العوامل الممرضة للعديد من الأساليب للهروب منه. على سبيل المثال: طوّرت المثقبيات البروسية -التي تسبب مرض النوم- عدة نسخ من مولد الضد السطحي الرئيسي الخاص بها، بشكلٍ يُسَخّر نحو 10٪ من الجينوم لإصداراتٍ مختلفةٍ لهذا الجين الواحد. يسمح هذا التعقيد الهائل للطفيلي بتغيير سطحه باستمرار وبالتالي التهرب من الجهاز المناعي بسبب تنوع مولدات الضد.
وبشكل أعم، قد يكون الدافع وراء نمو التعقيد هو التطور المشترك بين الكائن الحي والنظام البيئي للحيوانات المفترسة والفرائس والطفيليات التي تحاول أن تتكيّف معها: فكل من هذه العناصر يصبح أكثر تعقيدًا لمواجهة تنوّع التهديدات التي يقدّمها النظام البيئي -الذي يشكله الآخرون- بشكل أفضل، بالمقابل أيضًا سيتكيف الآخرون ليصبحوا أكثر تعقيدًا، مما يؤدي إلى سباق تسلح تطوري مستمر نحو مزيد من التعقيد. قد يتعزّز هذا الاتجاه بحقيقة أنّ النظم البيئية نفسها تميل إلى أن تصبح أكثر تعقيدًا بمرور الوقت، وذلك بزيادة تنوّع الأنواع، إلى جانب الروابط أو التبعيات بين الأنواع.

## أنواع اتجاهات التعقيد
إذا كان ميل التطور نحو التعقيد فاعلًا (استقامة التطور)، وذلك كما كان يعتقد على نطاق واسع في القرن التاسع عشر، فإننا نتوقع مشاهدة ارتفاع قيمة التعقيد (المنوال) بين الكائنات الحية بمرور الوقت.
ولكن يمكن أيضًا تفسير الزيادة في التعقيد من خلال حدوث عمليات لا فاعلة (منفعلة)، وذلك بافتراض حدوث تغييرات عشوائية غير متحيزة من التعقيد، إضافةً لوجود حدٍّ أدنىً من التعقيد، فاجتماع هذين الأمرين سيؤدي بمرور الوقت إلى زيادة متوسط التعقيد في المحيط الحيوي. وهذا ينطوي على زيادة في التباين دون تغيّر في المنوال. يوجد ميل نحو نشوء بعض الكائنات الحية ذات التعقيد العالي بمرور الوقت، ولكن هذا يشمل نسب مئوية صغيرة متزايدة من الكائنات الحية.
بحسب هذه الفرضية، فإن أي ميل أساسي (غريزي) يبدو أنّ التطور يسلكه نحو كائنات حية متزايدة التعقيد، هو نتيجة تركيز الناس على عدد قليل من الكائنات الحية الكبيرة والمعقدة الواقعة تحت الانحراف الأيمن لتوزع التعقيد، وتجاهلهم للكائنات الحية الأبسط والأكثر شيوعًا. يتنبأ نموذج العمليات اللا فاعلة بأنّ غالبية الأنواع عبارة عن بدائيات نوى مجهرية، وذلك مدعومًا بتقديراتٍ تتراوح بين (106-109) لبدائيات النواة الموجودة، مقارنةً بتباين يقدر (106-3.106) لحقيقيات النوى. وبذلك نرى أنّ الكائنات المجهرية تسيطر على الأرض، وأنّ الكائنات الحية الكبيرة تبدو أكثر تنوعًا فقط بسبب الانحياز الاستعياني.
ازداد تعقيد الجينوم بشكل عام منذ بداية الحياة على الأرض، واقترحت بعض النماذج الحاسوبية أنّ توليد الكائنات الحية المعقدة هو سمة لا مفر منها للتطور.

## التطور المحايد البناء
اقترح أحد الأعمال أنّ انخفاض الضغط الانتخابي -الذي يعمل عادةً على تبسيط الجينوم- يزيد تعقيد الكائن الحي من خلال عملية تسمى التطور المحايد البنّاء. ونظرًا لأن حجم التجمّع الفعّال في حقيقيات النوى (وخاصّةً الكائنات متعددة الخلايا) أصغر كثيرًا منه في بدائيات النوى، فإنّها تعاني ضغوطًا انتخابيةً أقل.
تنشأ جينات جديدة وفقًا لهذا النموذج من خلال عمليات غير تكيفية، كتكرار الجينات العشوائي مثلًا. وهذه الكيانات الجديدة على الرغم من كونها ليست ضرورية للبقاء والنمو، إلا أنّها تعطي الكائن قدرة فائضة يمكنها أن تُسَهِّل التلف الطفري للوحدات الفرعية الوظيفية. إذا أدّى هذا التلف إلى وضع تصبح فيه كل الجينات ضرورية، فإنّه يعتبر قد وقع في حالة جديدة زاد فيها عدد الجينات. وقد وُصِفَت هذه العملية في بعض الأحيان بأنّها سُقَّاطة التعقيد. يمكن بعد ذلك اختيار هذه الجينات التكميلية عن طريق الانتقاء الطبيعي من خلال عملية تسمى التوظيف المستحدث. في حالات أخرى، لا يُشجّع التطور المحايد البنّاء إنشاء أجزاء جديدة، بل يحابي التفاعلات الجديدة القائمة بين اللاعبين الحاليين.
استُخدِم التطور المحايد البنّاء لشرح كيف اكتسبت المعقدات القديمة، مثل جسيم التضفير والريبوسوم، وحدات فرعية جديدة مع مرور الوقت، وكيف نشأت أشكال الوصل المتبادل، وكيف تطور تخليط الجينات في الهدبيات، وانتشار تعديل الحمض النووي الريبي في المثقبيات البروسية.

## التاريخ
اعتقد بعض العلماء في القرن التاسع عشر مثل جان بابتيست لامارك (1744-1829) وراي لانكستر (1847-1929)، أنّ الطبيعة لديها توجه أساسي لتصبح أكثر تعقيدًا مع التطور. قد يعكس هذا الاعتقاد الأفكار القائمة آنذاك لهيغل (1770-1831) وهربرت سبنسر (1820-1903) التي تصوّر أنّ الكون يتطوّر تدريجيًا إلى حالة أعلى وأكثر كمالًا.
نظرت هذه الفكرة إلى تطوّر الطفيليات من كائنات حية مستقلة إلى كائنات طفيلية على أنّها انحطاط أو تدهور أو مخالفة للطبيعة. قد يُفَسِّر المنظرون الاجتماعيون هذا النهج في بعض الأحيان بطريقة مجازية لاستنكار فئات معينة من الناس على أنّهم «طفيليات منحطة». اعتبر في وقت لاحق العلماء الانحطاط البيولوجي هراء. عوضًا عن ذلك، يكون التحوّل لأشكال أبسط أو أكثر تعقيدًا تبعًا لأي شكل له ميزة انتقائية.